# オスカル・カウフマン
オスカル・カウフマン（Kaufmann Oszkár, Oskar Kaufmann, 1873年2月2日　アラド県ウーイセントアンナ Újszentanna/Neu Sankt Anna （現スンタナ Sântana） - 1956年9月8日　ブダペシュト）はハンガリーの建築家。

## 設計した建築物
- クロルオーパーのクロル＝フェストザール Kroll-Festsaal ()

## ギャラリー

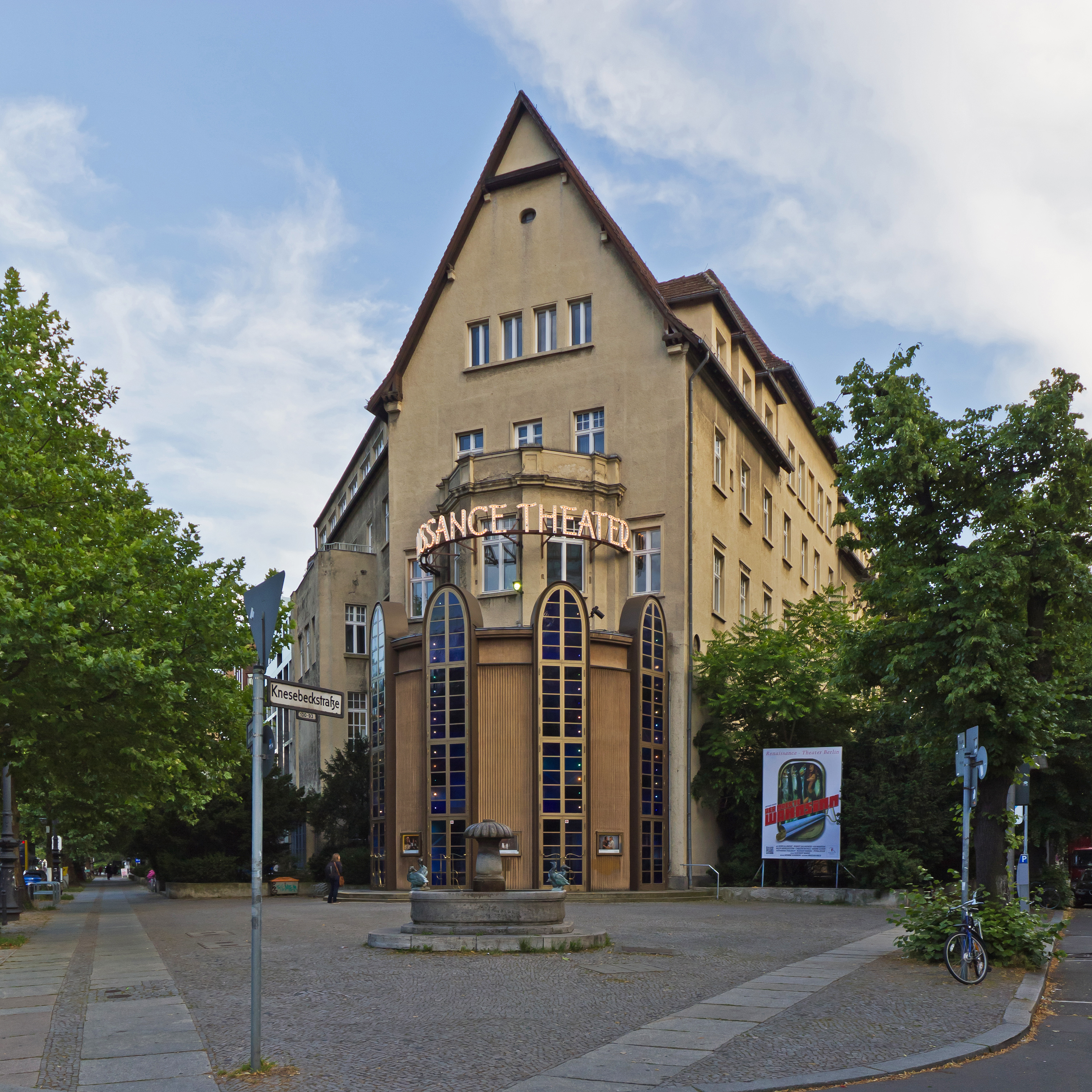
ベルリン・ルネサンス劇場（ドイツ語版）
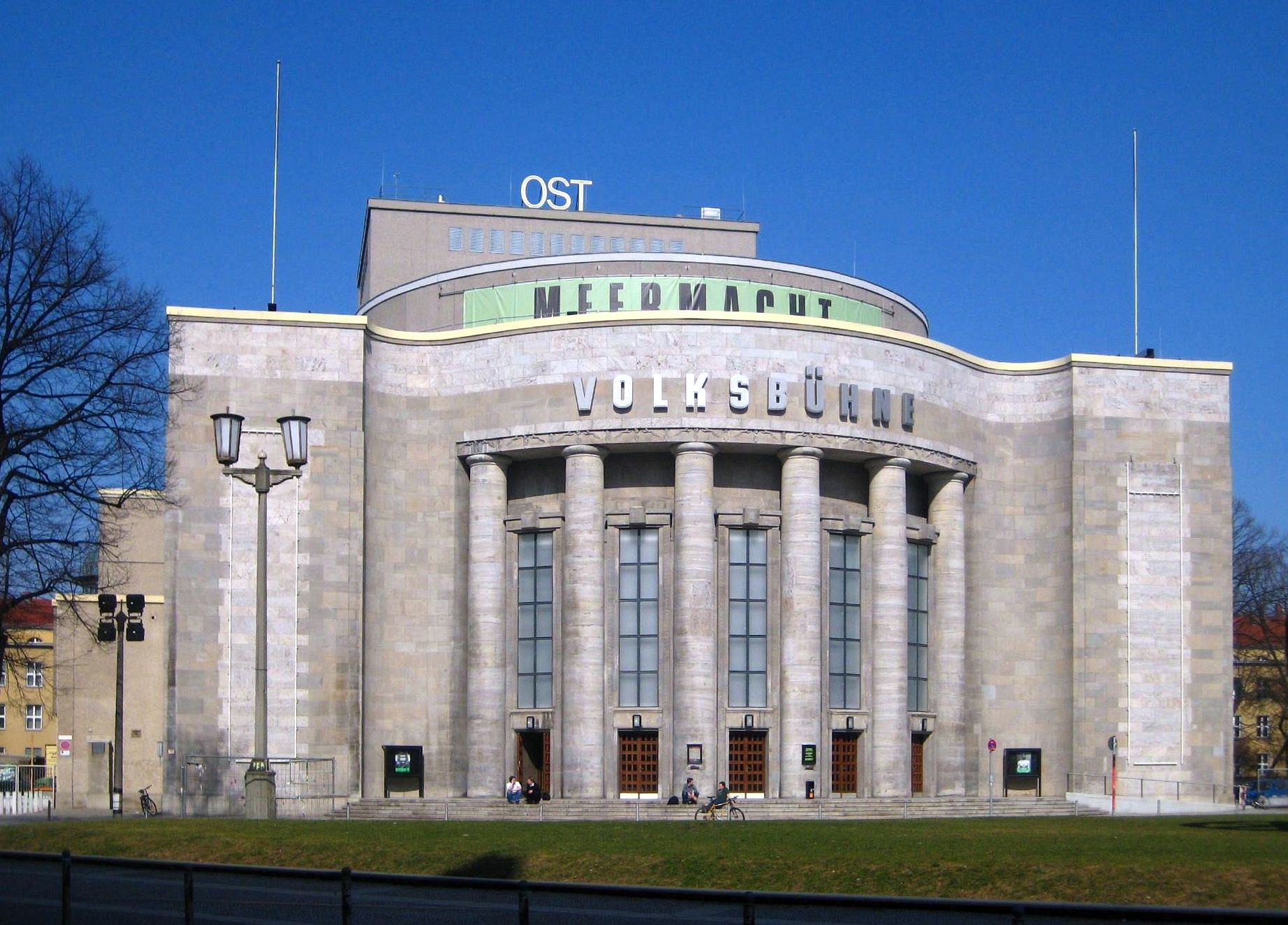
ローザ・ルクセンブルク広場のフライエ・フォルクスビューネ劇場(Das Theater der Freien Volksbühne am Rosa-Luxemburg-Platz)
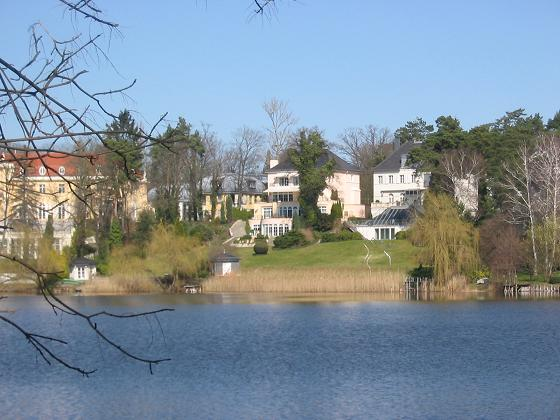
ポメラニアの製紙工場主モーリッツ・コンシェフスキのために建てた、フォルクスビューネ・フンデケーレゼーde:Hundekehlesee のヴィラ・コンシェフスキ(de:Villa Konschewski)
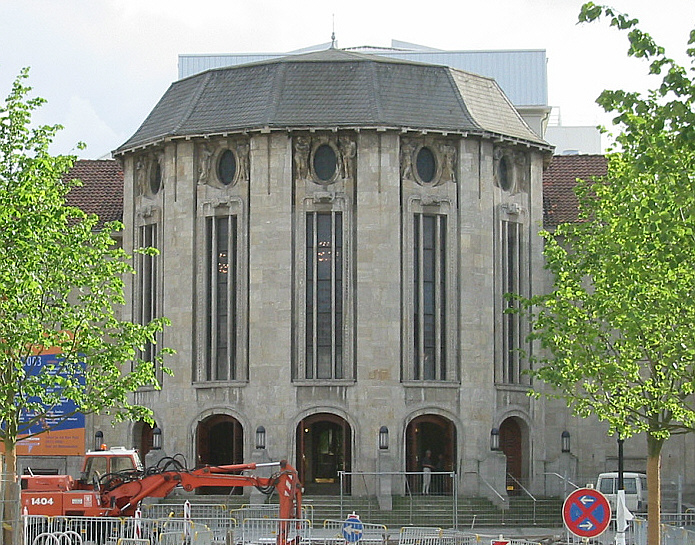
ブレーマーハーフェン市立劇場(de:Stadttheater Bremerhaven)
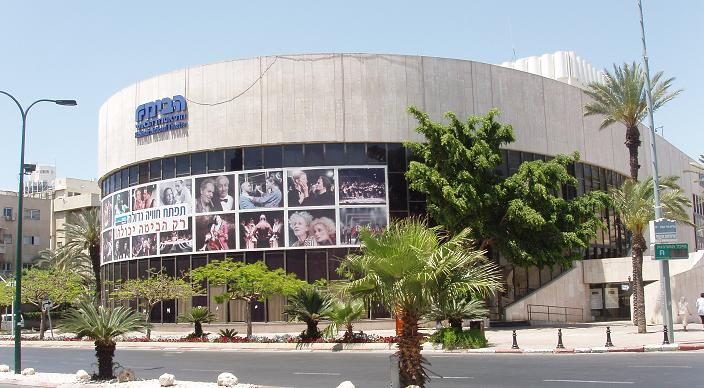
テルアビブ・ハビマー劇場
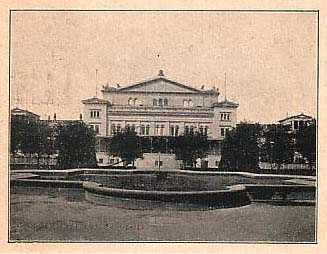
ベルリン・ クロルオーパー